# Jean de Sismondi

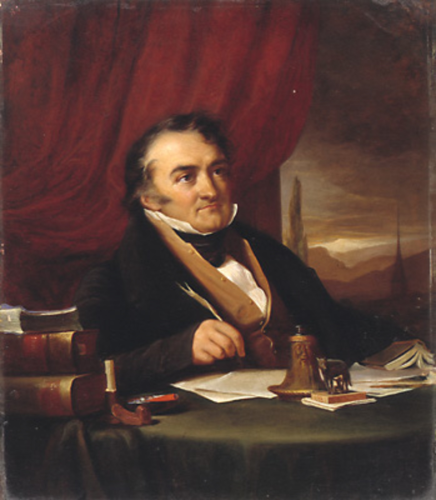
Jean de Sismondi

Jean Charles Léonard Simonde de Sismondi (Genebra, 9 de maio de 1773 - Genebra, 25 de junho de 1842) foi um historiador, ensaísta político e economista suíço.

## Biografia
Influenciado por Adam Smith, Sismondi abraça a causa liberal e participa dos encontros nos salões de Madame de Staël do grupo de Coppet. Em 1801, publicou uma “estatística relativa ao departamento de Léman" que expõe uma situação preocupante da economia de Genebra. Comprometido com as liberdades, Sismondi critica claramente o projecto de Constituição da República de Genebra apresentado à população em 1816, publica uma brochura e assina a “petição de 16”. Na sequência das pressões burguesas, ele pára as suas críticas. 
A sua adesão ao liberalismo económico de  Ricardo e Smith termina em 1819 com a publicação dos Novos Princípios de Economia Política (Nouveaux Principes d'Économie Politique). Pela primeira vez, um economista alude à necessidade de redistribuição das riquezas. Segundo ele, longe de assegurar o bem-estar de todos, o liberalismo económico aumenta a miséria dos trabalhadores porque:
- a concorrência exerce uma pressão no sentido da redução dos custos de produção e portanto sobre os salários;
- o ritmo elevado do progresso técnico faz com que os antigos resistam na base da redução de preço e, portanto, dos salários.

Há, portanto, uma contradição: a mecanização leva ao desemprego e permite uma produção em massa que os trabalhadores não podem comprar, do que resulta em excesso de produção. As suas opiniões foram criticadas por autores liberais, tanto do francês Jean-Baptiste Say como dos anglo-saxões John Ramsey McCulloch, Robert Torrens e David Ricardo, a que correspondeu uma dos mais famosas controvérsias económicas e uma das mais virulentas dúvidas sobre a lei dos mercados de Say.
Estes "Novos Princípios" foram objeto de uma segunda edição em 1827, reiterando Sismondi a sua crítica do liberalismo, particularmente no que diz respeito às crises de superprodução que afectaram gravemente a Inglaterra.
Perante esta situação, Sismondi apresenta um programa de intervenção do Estado tendo por objetivo a proteção da classe trabalhadora, a luta contra os excessos da concorrência e a regulação do progresso para evitar o desemprego: 
- garantia profissional, de modo que o patrão é responsável pelo trabalhador doente ou desempregado;
- fim da dissociação trabalho/propriedade, pelo retorno ao artesanato e à pequena exploração agrícola.

As suas posições foram parcialmente criticadas por Karl Marx, que o considerou como o líder do "socialismo pequeno-burguês" e por Lenine que o designou de "socialista romântico".
Sismondi, de origem burguesa, sempre teve grande respeito pelas instituições que ainda assim nunca hesitou em criticar severamente. Ele aderiu designadamente à política do progresso gradual do Premier Syndic Jean-Jacques Rigaud, posta em prática desde meados da década de 1820. Convencido de que a  Constituição Suíça de 1816 deveria evoluir, ele manteve uma posição delicada, exigindo reformas, mas opondo-se a qualquer revolução violenta. Dado que em 1841 foi eleita uma Constituinte pela pressão da multidão, Sismondi opõe-se-lhe. No entanto, ele decidiu ser candidato, foi eleito e fez campanha no seu seio por reformas mínimas, levando à incompreensão dos radicais liderados por James Fazy. Doente, cansado, ele fez um último discurso memorável antes de abandonar a Assembleia. Morreu alguns dias mais tarde, antes do final dos trabalhos da Constituinte.
Ainda que dizendo-se discípulo de Adam Smith, criticou a Lei de Say (em vez de negar a possibilidade de superprodução, ele explicou-a por três fatores: o subconsumo, a concorrência e a incerteza da previsão pelos mercados) e apelou à intervenção do Estado. Não é portanto considerado um 'clássico', sendo normalmente referido como socialista utópico, precursor de  Schumpeter pelos seus trabalhos sobre o progresso técnico e, de acordo com outros autores, como social democrata.

## Ideias

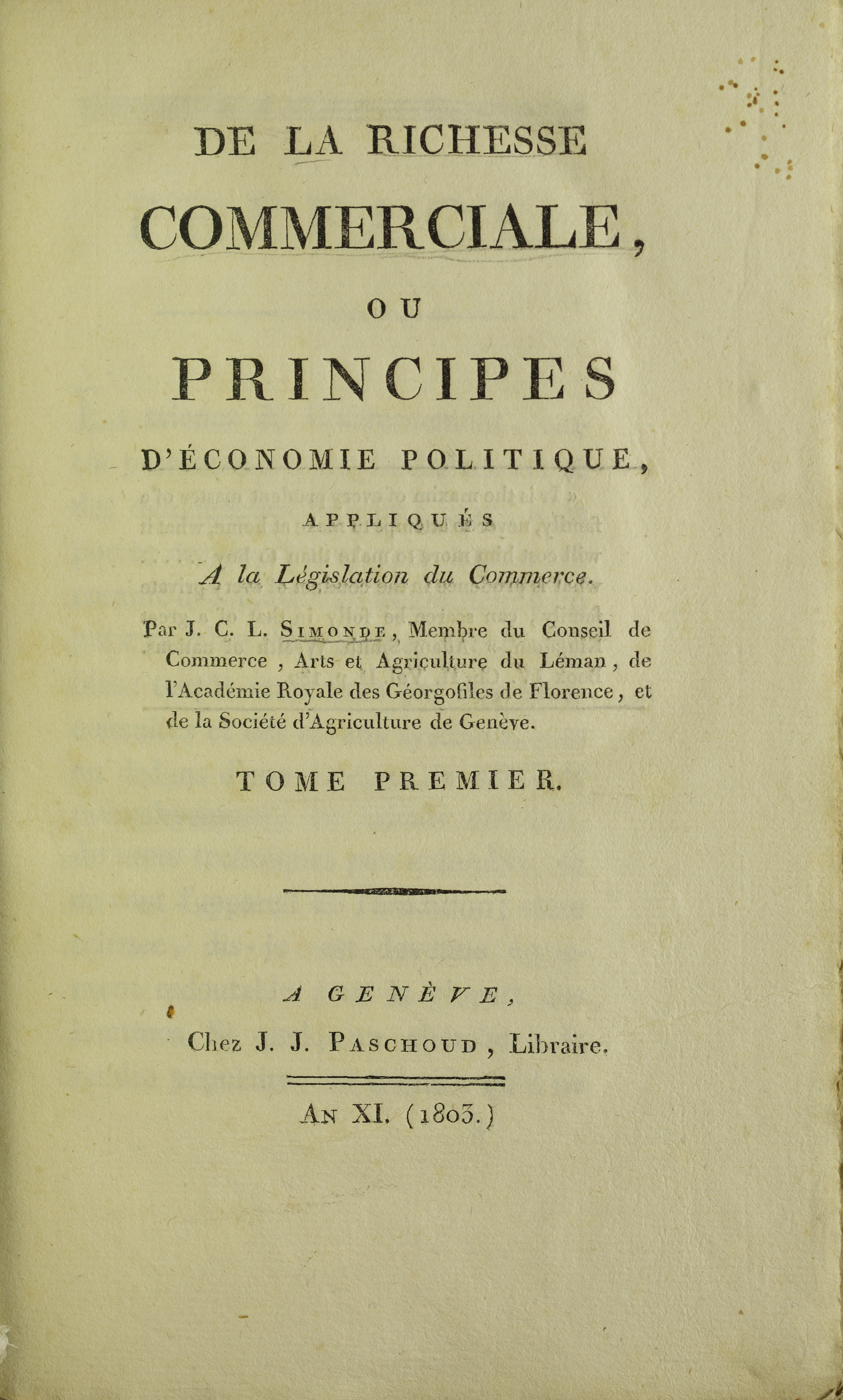
De la richesse commerciale, 1803

### A mecanização
De acordo com a tese de Sismondi, a introdução de novas máquinas apenas aproveita ao patronato. Com efeito, os lucros crescem enquanto os salários permanecem os mesmos. Ele considera que o aumento da capacidade de produção levará a falências: o consumo não pode acompanhar os excedentes de produção, porque os trabalhadores não são pagos pelo seu justo valor.
A concorrência incentiva as empresas a investir constantemente, o que leva a falências em cadeia.

### A proteção social
Sismondi considera que a partilha desigual da riqueza é duplamente prejudicial: é injusta e provoca crises de superprodução. Ele considera então necessário aumentar os salários pela redução do horário de trabalho e a proibição do trabalho infantil. Pensava também que a empresa deveria tomar ao seu cuidado os trabalhadores nos períodos de doença e de velhice.

### O trabalho
Sismondi é o primeiro a dizer que todo o valor vem do trabalho, porque é o único a adicionar valor a um produto. Ele critica a teoria de Adam Smith que atribui o valor de uma mercadoria à quantidade de trabalho que ela pode exigir e faz da divisão do trabalho e da extensão dos mercados a fonte da produtividade. Para Sismondi, o capital é trabalho acumulado. O trabalho apenas acrescenta valor quando se acumula em capital, ou seja, se houver um valor líquido (um excedente, um lucro) uma vez que estejam pagas todas as despesas, em particular os salários. Uma produção que é consumida inteiramente em salários não acrescenta nenhum valor, não é produtiva, não faz mais do que reconstituir e perpetuar um ciclo sem sair dele.
Acrescentar valor é acrescentar capital fixo, máquinas, armazéns, as forças cegas da natureza que redirecionadas pela inteligência e habilidade, etc., que são portanto a riqueza futura. Este capital apenas produz se for fecundado pelo trabalho, que o põe em movimento. Sismondi acrescenta que o excedente, o lucro, é capturado pelos ricos, que são os donos do capital e, por esse facto, podem decidir sozinhos a partilha do valor acrescentado, e da riqueza. Eles também decidem o que é produzido, neste caso, no século XIX, produzem bens de luxo que não têm qualquer utilidade para os trabalhadores, que, colocados em competição pelo capital, vêem os seus salários cair e afundam-se na pobreza. Estas teses serão amplamente retomadas por  Marx.
A máquina é um meio privilegiado de acumulação porque não tem necessidade de salário. Os ambientalistas, no século XX, têm vindo a argumentar que deveria ser pago algum tipo de salário à natureza, que lhe permita subsistir, tal como o salário deve permitir que o trabalhador subsista e não se afunde na miséria. A não manutenção da natureza leva à sua degradação, leva ao acumular de uma “dívida ecológica” que está atualmente oculta pelo desbaste dos recursos não-renováveis.

## Principais obras
- Tableau de l'agriculture toscane (1801)
- De la richesse commerciale (1803)
- Histoire des républiques italiennes du Moyen Âge (1807–1818)
- De l'intérêt de la France à l'égard de la traite des nègres (1814)
- Examen de la Constitution française (1815)
- Économie politique (1815)
- Nouveaux principes d'économie politique, ou de la richesse dans ses rapports avec la population (1819)
- Histoire des Français (1821–1844)
- Les colonies des anciens comparées à celles des modernes (1837)
- Études de sciences sociales (1837)
- Études sur l'économie politique (1837)
- Précis de l'histoire des Français (1839)
- Fragments de son journal et correspondance (1857)

## Nota
- Este artigo foi inicialmente traduzido, total ou parcialmente, do artigo da Wikipédia em francês cujo título é «Jean de Sismondi».